# Pistoia (província)
A província de Pistoia é uma província italiana da região da Toscana com cerca de 268 503 habitantes, densidade de 278 hab/km². Está dividida em 22 comunas, sendo a capital Pistoia.
Faz fronteira a norte com a região da Emília-Romanha (província de Modena e província de Bolonha), a este com a província de Prato, a sul com a província de Florença e a oeste com a província de Lucca.